# Stopplaats Buunderkamp
Buunderkamp is een voormalige stopplaats aan de Rhijnspoorweg. De stopplaats lag tussen de huidige stations Ede-Wageningen en Wolfheze.